# Cédula de cinquenta reais
A cédula de cinquenta reais (R$ 50,00) começou a ser produzida pela Casa da Moeda do Brasil a partir do dia 1º de Julho de 1994, quando o Plano Real veio a substituir a moeda então em vigor.

## Estampas

### 1ª família (1994-2010)
Principais características:
- Dimensões: 140 x 65 mm.
- Cor predominante: marrom
- Efígie Simbólica da República, interpretada sob a forma de escultura
- Figura de uma Onça Pintada (Panthera onca), conhecido e belo felídeo de grande porte, ameaçado de extinção, mas ainda encontrado principalmente na Amazônia e no Pantanal Mato-grossense.

#### A (1994-2010)
Esta estampa foi emitida pela Casa da Moeda do Brasil, sendo lançada em circulação no dia 1º de julho de 1994, quando o Real entrou em circulação.
Estas cédula mantém os mesmos elementos de segurança de quando foi lançada, sendo emitida até o lançamento da segunda família sem alterações.

#### B (1994)
Estas cédulas tem as mesmas características da Estampa A, no entanto foram emitidas pela François-Charles Oberthur Fiduciaire, uma das empresas que deu suporte na emissão inicial das cédulas do padrão.
Cédulas desta estampa raramente são encontradas em circulação, sendo que somente as cédulas da estampa A são encontradas em circulação no dia a dia.

### 2º família (2010 até hoje)
A casa da moeda começou a implementar a mudança das células, sendo implantada uma série de modificações, com o intento de facilitar a identificação para deficientes visuais e com novos recursos técnicos para evitar falsificações.
Na segunda família a cédula com valor de face de 50 reais tem o tamanho de 149 x 70 mm.